# Połupino
Połupino (dodatkowa nazwa w j. kaszub. Pòłëpino; niem. Karlsfelde) – przysiółek wsi Kleszczyniec w Polsce, położony w województwie pomorskim, w powiecie bytowskim, w gminie Czarna Dąbrówka. Wchodzi w skład sołectwa Kleszczyniec.
W latach 1975–1998 przysiółek administracyjnie należał do województwa słupskiego.